# 貓頜獸屬

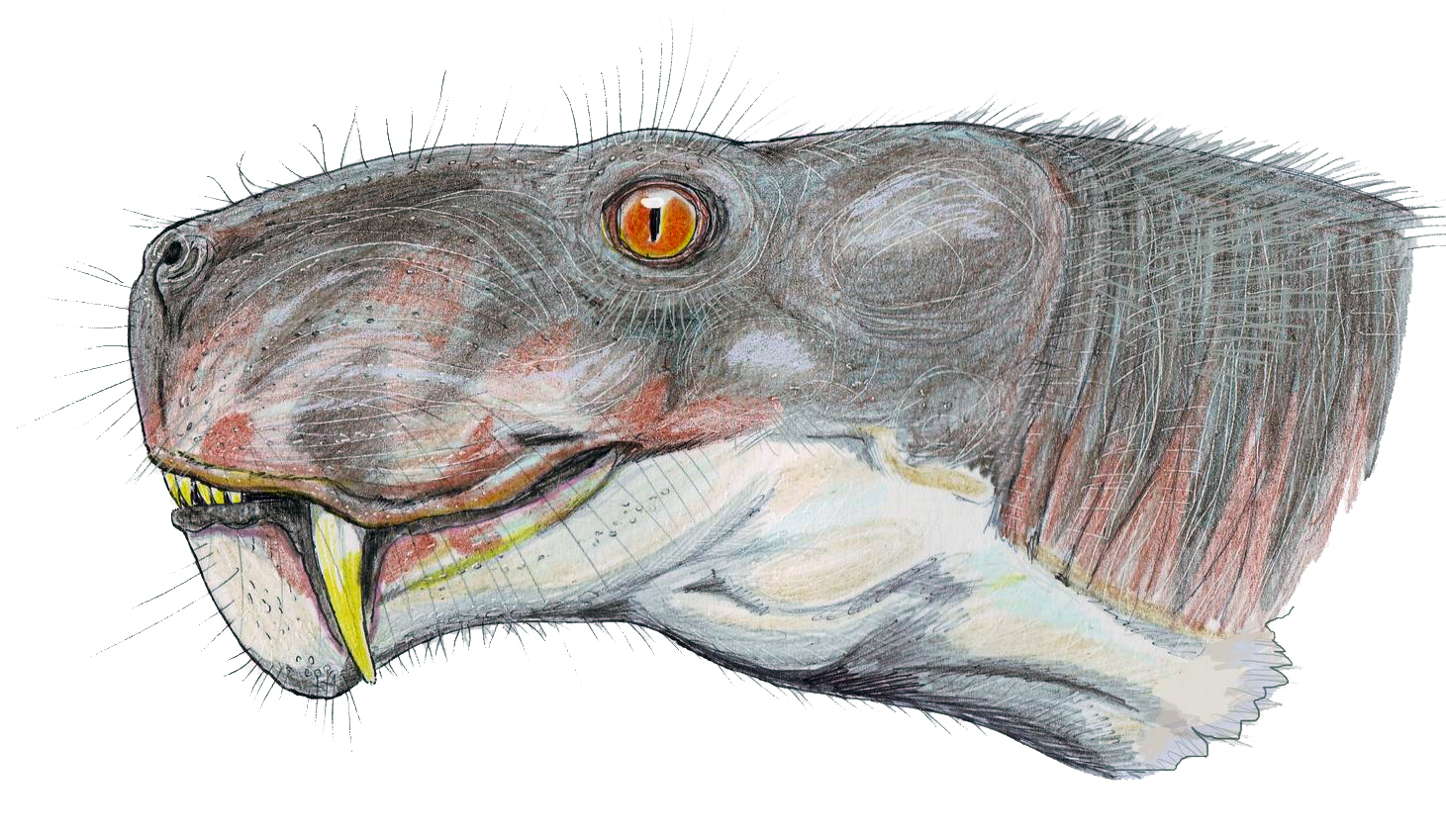
貓頜獸的头部想像圖

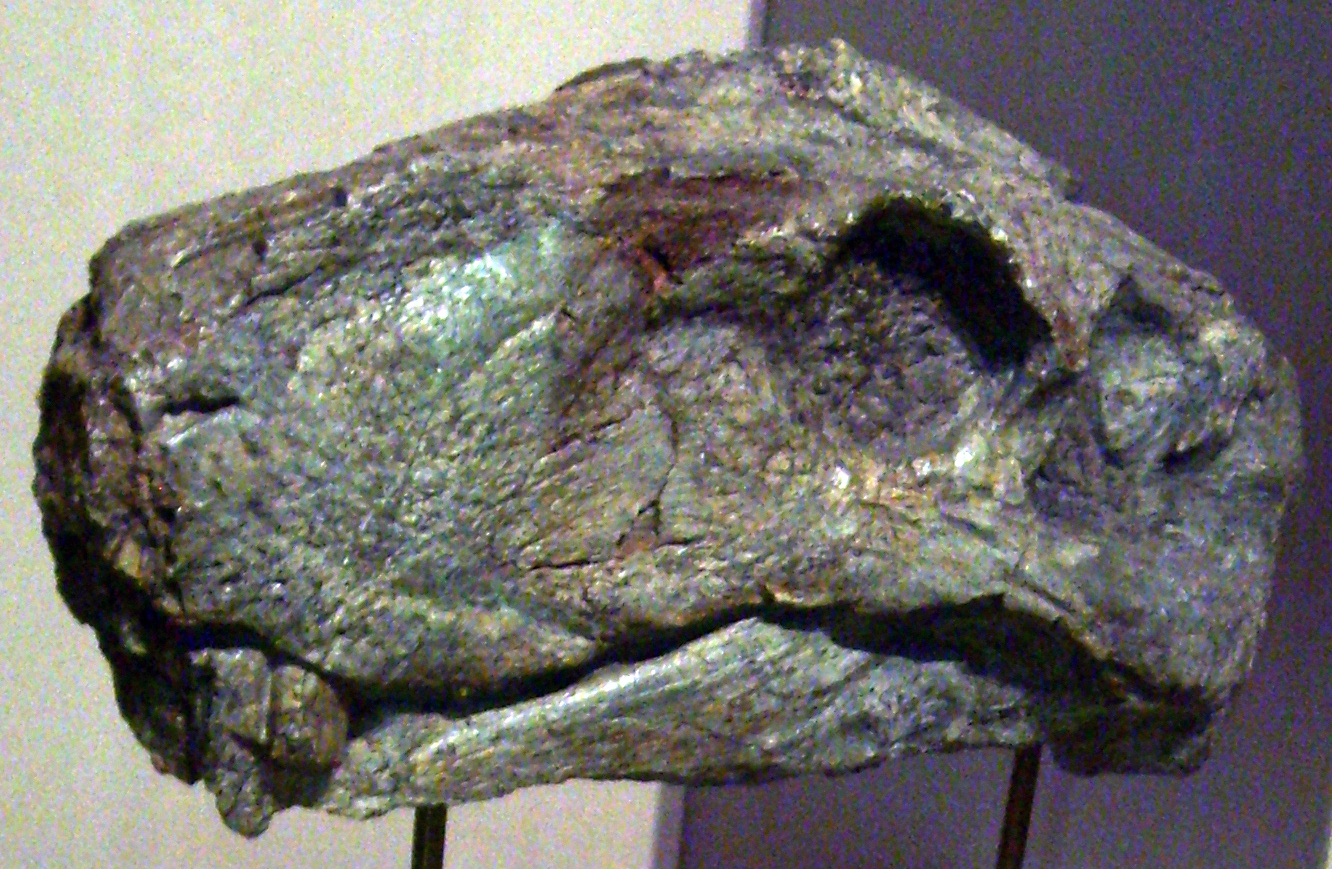
貓頜獸的頭顱骨標本

貓頜獸屬（學名：Aelurognathus）是已滅絕合弓綱的一屬，屬於獸孔目的麗齒獸亞目，化石發現於南非卡魯盆地的小頭獸組合帶（Cistecephalus assemblage zone），地質年代為二疊紀晚期吳家坪階。貓頜獸的頭顱骨長30公分，完整身長估計約1.5公尺。
在1913年，南非古生物學家羅伯特·布鲁姆（Robert Broom）、席尼·賀頓（Sidney H. Haughton）將這些化石命名為Scymnognathus tigriceps。在1924年，席尼·賀頓將這個種建立為新屬，模式種是Aelurognathus tigriceps。貓頜獸的屬名意為「貓的頜部」。在2007年的研究，將五個被歸類於其他屬的種，改歸類於貓頜獸，包含：A. alticeps、A. broodiei、A. ferox、A. kingwilli、以及A. maccabei。
在Tropidostoma集合帶發現的一個二齒獸類化石與旁邊的斷裂牙齒，顯示這個二齒獸類死後的屍體曾被吞食。這個二齒獸類的身體化石後半段，帶有屍體被咬食的跡象，顯示這個二齒獸類死後的身體後半段曾被啃咬，後肢被吞食者移動過，以食用身體腹部的肉塊。根據小型門齒化石，顯示貓頜獸無法直接咬穿骨頭，而是用牙齒直接撕裂肉塊，如同現代非洲野犬。根據身體化石的齒痕，應該不是由當地的貓頜獸所留下，而是由其他肉食性動物留下的。